# Chamberlainia leibergii
Chamberlainia leibergii là một loài rêu trong họ Brachytheciaceae. Loài này được Grout H. Rob. mô tả khoa học đầu tiên năm 1962.